# Franciszek Gąsienica Daniel
Franciszek Gąsienica Daniel (ur. 10 maja 1937 w Zakopanem, zm. 4 listopada 2002) – narciarz, mistrz Polski juniorów w biegach, skokach, dwuboju klasycznym.
W 1959 roku na skoczni igelitowej w Oberwiesenthal pobił rekord skoczni. W 1962 na treningu przed Mistrzostwami Świata w Zakopanem uległ kontuzji stawu skokowego. Zaprzestał uprawniania sportu wyczynowego i podjął pracę najpierw w Ośrodku Sportowym COST, a następnie otworzył własną wypożyczalnię nart w Krzeptówkach w Zakopanem.

## Życie prywatne
Mieszkał w Zakopanem. Ojciec Andrzej Szymon; matka Antonina Karpiel „Chrobak”; Miał pięcioro rodzeństwa, z których czworo było olimpijczykami: Andrzej ur. 1932, Helena ur. 1934, Maria ur. 1936 i Józef ur. 1945.
Jego wnuczkami są olimpijki Agnieszka Gąsienica-Daniel i Maryna Gąsienica-Daniel.